# Święty Franciszek na wozie ognistym
Święty Franciszek na wozie ognistym (wł. San Francesco su un carro di fuoco) – ósmy z dwudziestu ośmiu fresków z cyklu Sceny z życia św. Franciszka znajdujących się w górnym kościele Bazyliki św. Franciszka w Asyżu, którego autorstwo przypisywane jest Giotto di Bondone lub Pietro Cavalliniemu. Namalowany ok. 1295–1299.

## Tematyka
Cały cykl bazuje na opisach wydarzeń zawartych w oficjalnym Życiorysie większym św. Franciszka Bonawentury z Bagnoregio, napisanym w 1263. W epizodzie opowiedzianym przez św. Bonawenturę bracia mieli zostać zbudzeni wizją Franciszka z Asyżu unoszącego się na ognistym rydwanie do nieba. Wydarzenie miało mieć miejsce jeszcze za życia świętego. Opis bonawenturiański jest nawiązaniem do figury biblijnego proroka Eliasza z Tiszbe, który u kresu swego życia został uniesiony do nieba w ten sam sposób. Franciszek ogłoszony zostaje nowym Eliaszem. Bonawentura opisuje wizję w IV rozdziale swej Legenda maior.

## Opis
Franciszek na rydwanie zajmuje górną część fresku. Artysta użył odcieni czerwonego. Oprócz aureoli świętego z jego postaci rozchodzi się podłużna łuna-płomień. Konie mkną w górę. Również święty wznosi swe ręce ku górze, jakby wskazywał kierunek swej wędrówki. W dolnej części fresku przedstawionych zostało siedmiu braci we franciszkańskich habitach. Trzech z nich stoi przed miejscem schronienia, pozostali siedzą w środku. Jeden z nich nawet leży, jeszcze śpiąc. Dwóch stojących żywo dyskutuje. Porównując sposób namalowania ich twarzy z innymi freskami z bazyliki, Bruno Zanardi i Federico Zeri zasugerowali, iż fresk mógł zostać namalowany nie przez Giotta ale przez Pietro Cavalliniego. Tonacja tła ociera się o kolor lapis lazuli, jak w Kazaniu do ptaków i Ofiarowaniu płaszcza ubogiemu rycerzowi.